# Бусол
Бусол е проток в Тихи океан, отделящ островите Симушир от Черните братя и Броутън. Свързва Охотско море и Тихи океан. Това е един от най-големите протоци от Курилската верига. От сумарната дължина на всички протоци той заема 43,3 % от нея.
Дължината му е около 30 km, ширината 68 km. и е с дълбочина до 2225 m. Бреговете са стръмни и скалисти
Солеността на водата е 33,1 до 34,5‰. Площта на протока е около 83,83 km². Течението в дълбочина е в посока от Охотско море към Тихи океан, а на повърхността е в обратна посока. Средното ниво на приливите в района е около 1 m.
Протокът се намира в акваторията на Сахалинска област, бреговете му не са населени. Протокът е наречен от френския мореплавател Лаперуз през 1787 г. в чест на фрегатата „Бусол“ с която е осъществено пътешествието.